# Listrognathus heinrichi
Listrognathus heinrichi là một loài tò vò trong họ Ichneumonidae.